# Meloisey
Meloisey ist eine französische Gemeinde mit 321 Einwohnern (Stand: 1. Januar 2022) im Département Côte-d’Or in der Region Bourgogne-Franche-Comté (vor 2016 Bourgogne); sie gehört zum Arrondissement Beaune und zum Kanton Ladoix-Serrigny. 

## Geographie
Meloisey liegt etwa 41 Kilometer südsüdwestlich von Dijon. Umgeben wird Meloisey von den Nachbargemeinden Mavilly-Mandelot im Norden, Nantoux im Osten, Volnay im Südosten, Saint-Romain im Süden sowie Montceau-et-Écharnant im Westen und Nordwesten.

## Bevölkerung
| Jahr                       | 1962 | 1968 | 1975 | 1982 | 1990 | 1999 | 2006 | 2011 | 2019 |
| Einwohner                  | 293  | 295  | 271  | 291  | 318  | 303  | 286  | 349  | 320  |
| Quellen: Cassini und INSEE |      |      |      |      |      |      |      |      |      |

## Sehenswürdigkeiten

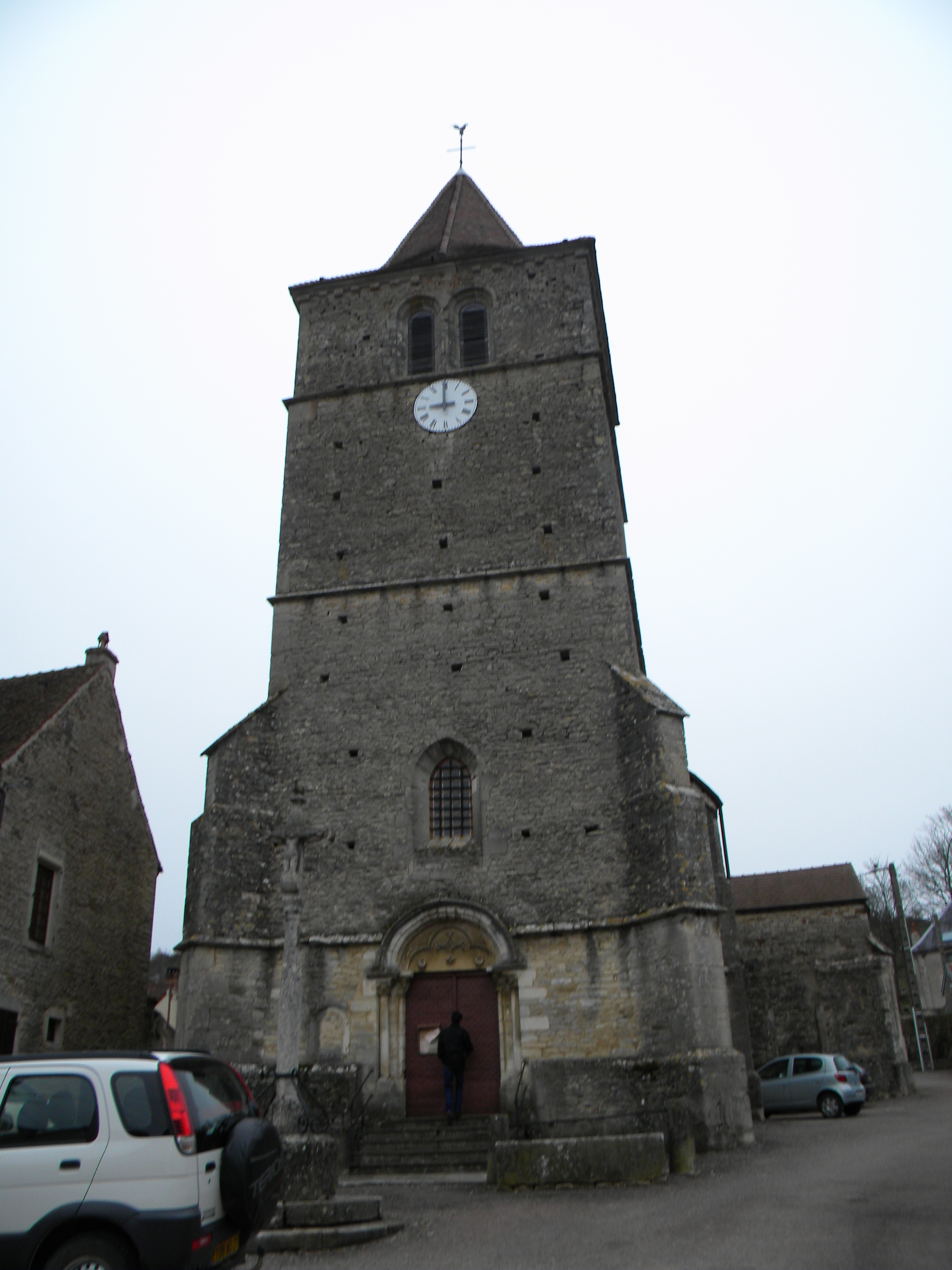
Kirche Saint-Pierre

- Kirche Saint-Pierre aus dem 12. Jahrhundert